# The blind side: Un somni possible
The blind side: La cara oculta (títol original en anglès, The Blind Side) és un drama biogràfic de 2009 dirigit per John Lee Hancock i basat en la novel·la del mateix nom de Michael Lewis. La pel·lícula narra la vertadera història de Michael Oher, un jove rodamon afroamericà que gràcies a la família Tuohy aconsegueix ser un brillant jugador de futbol americà. S'ha doblat al català.
La pel·lícula va comportar l'Oscar a la millor actriu a Sandra Bullock.

## Argument
Michael Oher, de 17 anys, és un adolescent que viu sol al carrer i se les enginya per sobreviure. Quan un dia Leigh Anne se'l troba caminant per la ciutat en ple hivern, sense dubtar-ho, li insisteix perquè passi la nit a casa seva. D'aquesta manera, a poc a poc, Michael anirà integrant-se en la família Tuohy la qual l'ajudarà a realitzar un dels seus somnis: esdevenir jugador de futbol americà.

## Repartiment[3]
| Intèrpret      | Personatge             | Veu en català   |
| -------------- | ---------------------- | --------------- |
| Sandra Bullock | Leigh Anne Tuohy       | Alba Sola       |
| Tim McGraw     | Sean Tuohy             | Sergi Zamora    |
| Quinton Aaron  | Michael Oher           | Aleix Estadella |
| Ray McKinnon   | Entrenador Bert Cotton | Tony Sevilla    |
| Kathy Bates    | Srta. Sue              | Maifé Gil       |
| Lily Collins   | Collins Tuohy          | Núria Trifol    |
|                |                        |                 |

## Premis
Premis Oscar
- Guanyadora per: 
  - Millor Actriu per Sandra Bullock
- Nominada per:
  - Millor Pel·lícula

Globus d'or
- Guanyadora per: 
  - Millor Actriu Dramàtica per Sandra Bullock